# Les Ventes-de-Bourse
Les Ventes-de-Bourse is een gemeente in het Franse departement Orne (regio Normandië) en telt 131 inwoners (1999). De plaats maakt deel uit van het arrondissement Alençon.

## Geografie
De oppervlakte van Les Ventes-de-Bourse bedraagt 22,3 km², de bevolkingsdichtheid is 5,9 inwoners per km².
De onderstaande kaart toont de ligging van Les Ventes-de-Bourse met de belangrijkste infrastructuur en aangrenzende gemeenten.

## Demografie
Onderstaande figuur toont het verloop van het inwonertal (bron: INSEE-tellingen).